# 3849 Incidentia
3849 Incidentia eller 1984 FC är en asteroid i huvudbältet som upptäcktes den 31 mars 1984 av den amerikanske astronomen Edward L.G. Bowell vid Anderson Mesa Station. Den är uppkallad efter Roger W. Martin.
Asteroiden har en diameter på ungefär 5 kilometer.